# Varrone (torrente)
Il torrente Varrone (Varon in lombardo) è un corso d'acqua della Provincia di Lecco. 

## Idrografia
Nasce dal Pizzo Varrone, forma l'omonima valle e confluisce da sinistra nel lago di Como a Dervio. All'altezza del comune di Pagnona è sbarrato per scopi idroelettrici da una diga (diga di Pagnona) e riceve da destra le acque del torrente Varroncello. Bagna i comuni di Premana, Pagnona, Valvarrone, Sueglio, Dervio.
Nel 1908 il Lake Como Golf Club di Dervio ottenne di poter deviare la parte finale dell'alveo del torrente che venne così nettamente accorciato e reso rettilineo.

## L'alluvione del 2019
Nella notte tra l'11 e il 12 Giugno 2019, la zona dell'alto Lario, fu interessata da un'ondata di maltempo.
Il torrente iniziò a ingrossarsi, ma il peggio fu causato da una frana che sconvolse il torrente. L'acqua si accumulò nella diga di Pagnona all'altezza del comune di Premana in Valvarrone.
L'invaso si riempì fino all'orlo e inizio a straripare verso valle. La diga, stava già facendo defluire il massimo di acqua possibile. Il peggio si verificò a valle, nel comune di Dervio, dove il torrente talmente ingrossato, straripò facendo ingenti danni. I danni non risparmiarono i comuni della Valvarrone. Immediata la mattina seguente l'evacuazione dei comuni di: Pagnona, Premana, Valvarrone, Sueglio e Dervio, non solo per il torrente, ma anche per paura del crollo della diga di Pagnona.
Il giorno dopo i cittadini rientrarono a Dervio. I cittadini di Valvarrone, Sueglio, Pagnona e Premana dovettero aspettare alcune ore più tardi.

I danni furono prontamente riparati.

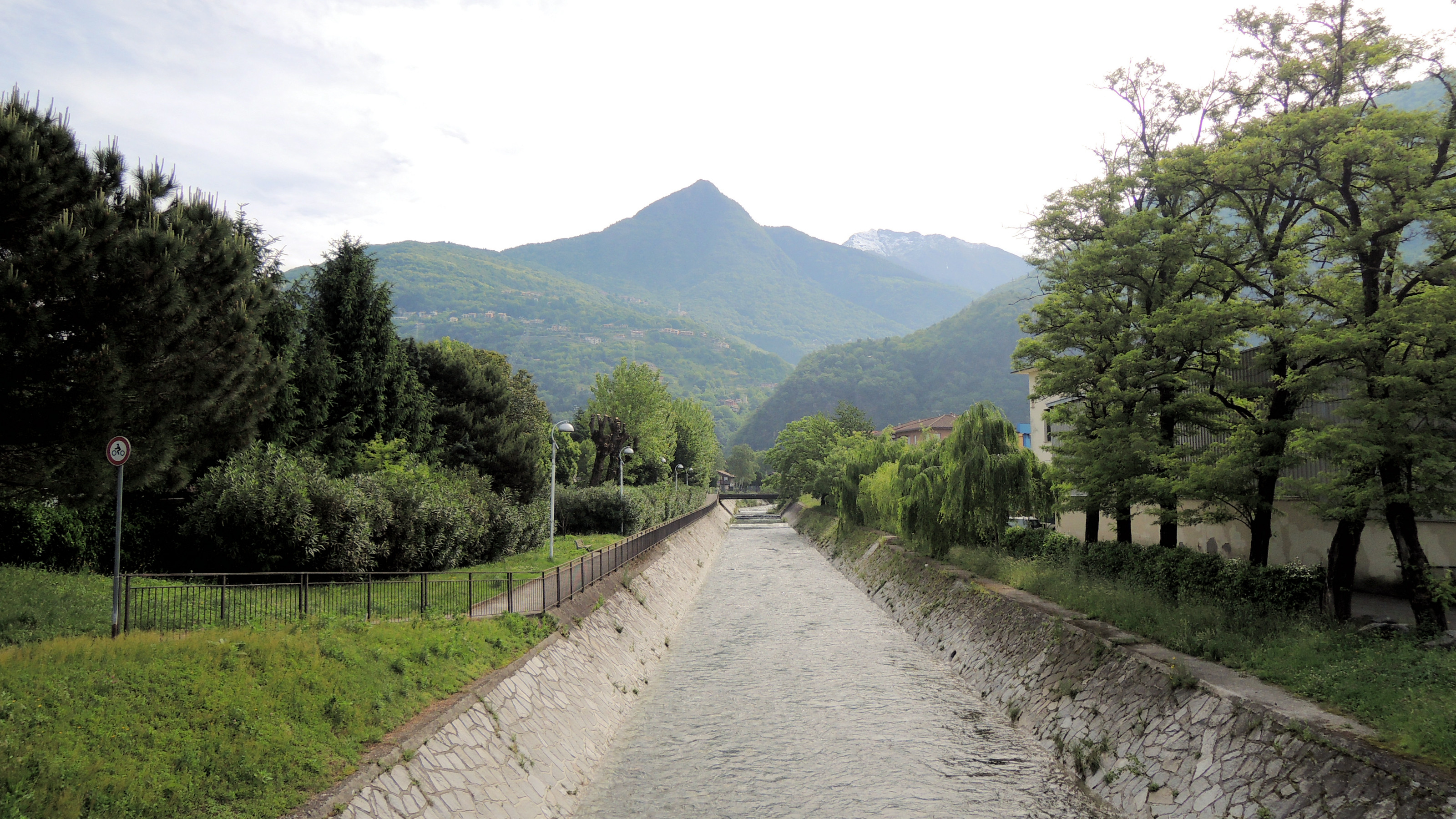
Parte terminale dell'alveo del torrente Varrone, reso rettilineo nel 1908 dal Lake Como Golf Club.